# Pascual Somma
Pascual Somma Noya (Montevideo, 2 febbraio 1891 – Montevideo, 12 agosto 1930) è stato un calciatore uruguaiano, di ruolo centrocampista.

## Carriera
Con la nazionale vinse per 4 volte il campionato sudamericano.

## Palmarès

### Club

#### Competizioni nazionali
- Campionato uruguaiano: 9

Nacional: 1912, 1915, 1916, 1917, 1919, 1920, 1922, 1923, 1924

#### Competizioni internazionali
- Copa de Honor Cousenier: 3

Nacional: 1915, 1916, 1917
- Tie Cup: 2

Nacional: 1913, 1915
- Copa Ricardo Aldao: 3

Nacional: 1916, 1919, 1920

### Nazionale
- Campeonato Sudamericano de Football: 4

1916, 1917, 1920, 1923